# 姜公墳
姜公墳位於四川省德陽市旌陽區孝泉鎮，文物遺址年代判定為明、清。2002年12月27日公佈為四川省第六批省級文物保護單位。